# Джей і мовчазний Боб завдають удару у відповідь
«Джей і Мовчазний Боб завдають удару у відповідь» (англ. Jay and Silent Bob Strike Back) — комедія американського кінорежисера Кевіна Сміта, що стала п'ятим фільмом в так званому всесвіті View Askewniverse. Інші картини: «Клерки» (1994), «Лобурі» (1995), «У гонитві за Емі» (1997), «Догма»(1999), «Клерки 2»(2006). Всі ці фільми об'єднані спільними персонажами, сюжетними лініями, подіями, а також в них міститься безліч натяків і посилань один на одного.
2017 року компанія STX Entertainment оголосила про початок знімання серіалу «Джей і Мовчазний Боб: Перезавантаження», режисером став Кевін Сміт. Цей серіал стане продовженням франшизи.

## Зміст
У фільмі показані кілька днів з життя Джея і його мовчазного друга Боба.
Друзі цілими днями підпирають стіну магазину в Нью-Джерсі, але одного разу, після звинувачення в торгівлі наркотиками, отримують судову заборону наближатися до цього магазину. Вони діляться своєю бідою з продавцем коміксів Броді, від якого дізнаються, що за коміксом «Пихарь і Хронік» (англ. Bluntman and Chronic), створеним за мотивами їхнього життя, буде знято фільм. Побачивши в Інтернеті безліч образливих відгуків про цей комікс, майбутній фільм та персонажів, друзі вирішують зупинити цей потік негативу. Вони вирушають до Голлівуду, щоб зірвати знімання фільму, або, як мінімум, отримати роялті за використання своїх образів. Так Джей і Боб потрапляють в низку ситуацій, що пародіюють всілякі фільми і серіали.

## Ролі
| Актор                  | Роль                                     |
| ---------------------- | ---------------------------------------- |
| Джейсон Мьюз           | Джей                                     |
| Кевін Сміт             | Мовчазний Боб                            |
| Бен Аффлек             | Голден МакНейл                           |
| Джефф Андерсон         | Рендал Грейвс                            |
| Браян О'Халлоран       | Данте Гікс                               |
| Шеннон Елізабет        | Джастіс                                  |
| Еліза Душку            | Сіссі                                    |
| Елі Лартер             | Кріссі                                   |
| Дженніфер Швалбах Сміт | Міссі                                    |
| Вілл Феррелл           | федеральний маршал охорони дикої природи |
| Джейсон Лі             | Броді Брюс / Бенкі Едвардс               |
| Шон Вільям Скотт       | Брент                                    |
| Джадд Нельсон          | шериф                                    |

## Знімальна група
- Режисер — Кевін Сміт
- Сценарист — Кевін Сміт
- Продюсер — Скотт Можер, Джон Гордон, Лаура Гринлі